# Paspalum pauciciliatum
Paspalum pauciciliatum är en gräsart som först beskrevs av Parodi, och fick sitt nu gällande namn av Wilhelm Guillermo Gustav o Franz Francis Herter. Paspalum pauciciliatum ingår i släktet tvillinghirser, och familjen gräs. Inga underarter finns listade i Catalogue of Life.